# Ягодзинская, Анна
Анна Ягодзинская (пол. Anna Maria Jagodzińska; род. 12 сентября 1987, Серпц, Мазовецкое воеводство) — польская топ-модель.
В модельном бизнесе с 2003 года, после подписания контракта с модельным агентством NEXT Model Management, в конце года переехала в Нью-Йорк. В 2003 году дебютировала на высокой неделе моды в Нью-Йорке на показах брендов DKNY и Marc Jacob. В 2004 году она обрела популярность, работала на показах с такими брендами как: Alexander McQueen, Burberry, Chanel, Marni и Prada. В этом же году впервые попала на обложку модного журнала Vogue Россия, так же снималась для редакционных статей в журналах Vogue-Италия, W и I-D.
В 2005 году активно работала на подиуме и снималась в рекламных компаниях различных брендов. С 2006 по 2007 год сделала перерыв в карьере модели.
В 2008 году вновь вышла на подиум приняв участие в показах Balenciaga, Chanel, Givenchy, Louis Vuitton, а также снялась для обложек журналов Vogue Италия и Numero Япония. Ягодзинская появилась на 58 различных показах на весенней неделе моды 2009 года, в этом же году участвовала в показе Victoria’s Secret.
В различное время принимала участие в показах: Alberta Ferretti, Akris, Alessandro Dell'Acqua, Alexander McQueen, Alexander Wang, Balenciaga, Bottega Veneta, Calvin Klein, Carolina Herrera, Chanel, Chloé, Christian Dior, Derek Lam, Donna Karan, Dries van Noten, Dolce & Gabbana, Emanuel Ungaro, Emilio Pucci, Fendi, Gianfranco Ferré, Givenchy, Gucci, Hermès, Isaac Mizrahi, Isabel Marant, Jil Sander, John Galliano, Jonathan Saunders, Karl Lagerfeld, Lanvin, Louis Vuitton, Max Azria, Max Mara, Michael Kors, Miu Miu, Narciso Rodriguez, Oscar de la Renta, Peter Som, Prada, Preen, Pringle of Scotland, Proenza Schouler, Rag & Bone, Roberto Cavalli, Sonia Rykiel, Stella McCartney, Tommy Hilfiger, Valentino, Versace, Yves Saint Laurent и других.